# 柳德扎
50°30′2″N 35°3′41″E / 50.50056°N 35.06139°E
柳德扎（烏克蘭語：Люджа）是位於烏克蘭東北部的村莊，由蘇梅州奥赫蒂尔卡区的特羅斯佳內茨市鎮負責管轄。該村處於柳德扎河畔，距離特羅斯佳涅茨1.5公里，海拔高度140米，2001年人口906。